# Sharon Chepchumba
Sharon Chepchumba Kiprono, född 26 oktober 1998, är en kenyansk volleybollspelare (högerspiker). Hon spelar för Kenyas landslag samt för klubblaget Edremit BASK i Turkiet. 
Hon har tidigare spelat för klubbar i Kenya, Grekland och Vietnam. Med landslaget har vunnit det afrikanska mästerskapen en gång (2023) och kommit tvåa två gånger (2019 och 2021). Vid afrikanska mästerskapet 2021 utsågs hon till bästa anfallare. Hon har även vunnit afrikanska spelen en gång (2019). Hon deltog även med dem vid OS 2020 (spelat 2021) och VM 2018 och 2022.